# Сюй Юньлун
Сюй Юньлун (кит. упр. 徐云龙, пиньинь Xú Yúnlóng, род. 17 февраля 1979 года, в городе Пекине, КНР) — китайский футболист, защитник. В составе национальной сборной Китая был участником кубка мира 2002 года.

## Карьера

### Клубная карьера
Сюй Юньлун начинал карьеру в клубе «Бэйцзин Гоань» в 1999 году, в дебютном сезоне принял участие в 13 матчах команды и достаточно быстро зарекомендовал себя в качестве разностороннего игрока. В следующем сезоне тренер начал использовать его на различных позициях, а игрок получил больше времени на поле. Однако, чаще всего играл на позиции правого крайнего защитника, однако после нескольких сезонов начал выступать в центре обороны. В сезоне 2008 года стал вице-капитаном команды, а в 2009 был выбран капитаном. В этом же сезоне с командой стал чемпионом Китая.

### Международная карьера
В составе сборной дебютировал в матче с командой Югославии 25 мая 2000 года, в котором его команда поиграла со счётом 2-0, а тренер Бора Милутинович поставил его на позицию правого крайнего защитника. Под руководством Милутиновича Сюй Юньлун попал в команду на место правого крайнего, где ранее выступал Сунь Цзихай, он выступал на таких турнирах как Кубок Азии по футболу 2000, а также начал отборочный турнир к чемпионату мира 2002 года. Однако игрок заболел воспалением лёгких и вновь уступил позицию Сунь Цзихаю, даже несмотря на то, что он выступал по-прежнему стабильно. В итоге, игрок попал в заявку команды на Чемпионат мира 2002 года.

## Достижения
«Бэйцзин Гоань»
- Чемпион Китая : 2009